# 1994年欧洲超级杯
1994年欧洲超级杯是第19届欧洲超级杯。赛事于1995年2月1日和2月8日分别在伦敦海布里球场和米兰圣西罗球场举行，由1993–94年欧洲冠军联赛冠军AC米兰对阵1993–94年歐洲盃賽冠軍盃冠军阿森纳。AC米兰最终以总比分2–0获得冠军。